# Caetano de Campos
Antônio Caetano de Campos (São João da Barra, 17 de maio de 1844 — São Paulo, 12 de setembro de 1891) foi um médico e educador brasileiro.

## Biografia
Estudou no Colégio Tautphoeus na capital do Império e cursou medicina na Escola de Medicina, onde entrou com 17 anos e se formou aos 23 anos, em 1867. Serviu como cirurgião na Marinha do Brasil durante a guerra do Paraguai. Vítima de beribéri, abandonou o serviço militar e prestou concurso para a disciplina de parasitologia médica na Faculdade de Medicina do Rio de Janeiro, ficando em segundo lugar. Deslocou-se para São Paulo, indo residir na chácara Figueira, no Brás, de propriedade de Brazílico Aguiar, filho de Dona Domitília de Castro e Canto Melo, a Marquesa de Santos. Após algum tempo praticando medicina como médico particular, foi nomeado em 1 de janeiro de 1872 médico e cirurgião da Santa Casa de Misericórdia de São Paulo.
Estabeleceu-se na capital paulista onde acabou por se dedicar à educação. Por indicação de Rangel Pestana foi convocado pelo então presidente do estado, Prudente de Morais, para reorganizar o ensino público paulista, iniciada em 1890.
Com a reforma que levou seu nome, institucionalizou pela primeira vez o método defendido pelo Movimento dos Pioneiros da Educação Nova, baseado no educador norte-americano John Dewey. Aglutinou diversos intelectuais e constituiu a primeira escola normal de São Paulo, a partir dos métodos modernos baseados na escola americana.
No final da década de 1930, a escola que mandara erguer e não viu ser finalizado na Praça da República, em São Paulo, recebeu o seu nome, sendo símbolo de uma época.